# Eygoutier
L'Eygoutier est un petit fleuve côtier d'une quinzaine de kilomètres de long, coulant dans l'est de l'agglomération toulonnaise dans le  département du Var et la région Provence-Alpes-Côte d'Azur. Il se jette à Toulon dans la rade homonyme, en mer Méditerranée occidentale.
Il est également surnommé rivière des amoureux.
Sur ces trois derniers kilomètres aval, l'Eygoutier est intégralement canalisé et en partie en souterrain. 

## Étymologie
Le nom "Eygoutier" est consigné sous sa forme provençale "Eigoutié" dans le dictionnaire des Félibriges. Ce nom viendrait selon ce dictionnaire, du provençal "Esgout" ou "Eygout" ("égout", "évacuation des eaux de pluie").
Le nom "rivière des amoureux" provient, selon la version couramment admise, d'une transcription erronée du provençal "riviero deis amourié" (rivière des mûriers), en référence aux nombreux mûriers qui poussaient le long de son lit, en aval du pont du Suve.

## Géographie

### Source
L'Eygoutier prend sa source à une douzaine de kilomètres à l'est de Toulon, dans l'ancien marais de l'Estagnol, aujourd'hui remblayé (à un kilomètre à l'est du centre équestre), dans la localité de La Moutonne, dans le sud-ouest de la commune de La Crau, à l'altitude d'environ 34 mètres.

### Bassin versant
Le bassin versant de l'Eygouttier couvre 70 km2 et neuf communes soit la majeure partie de l'est de l'agglomération toulonnaise. Il forme une large cuvette plane bordée de reliefs culminant jusqu'à 700 mètres.

### Cours

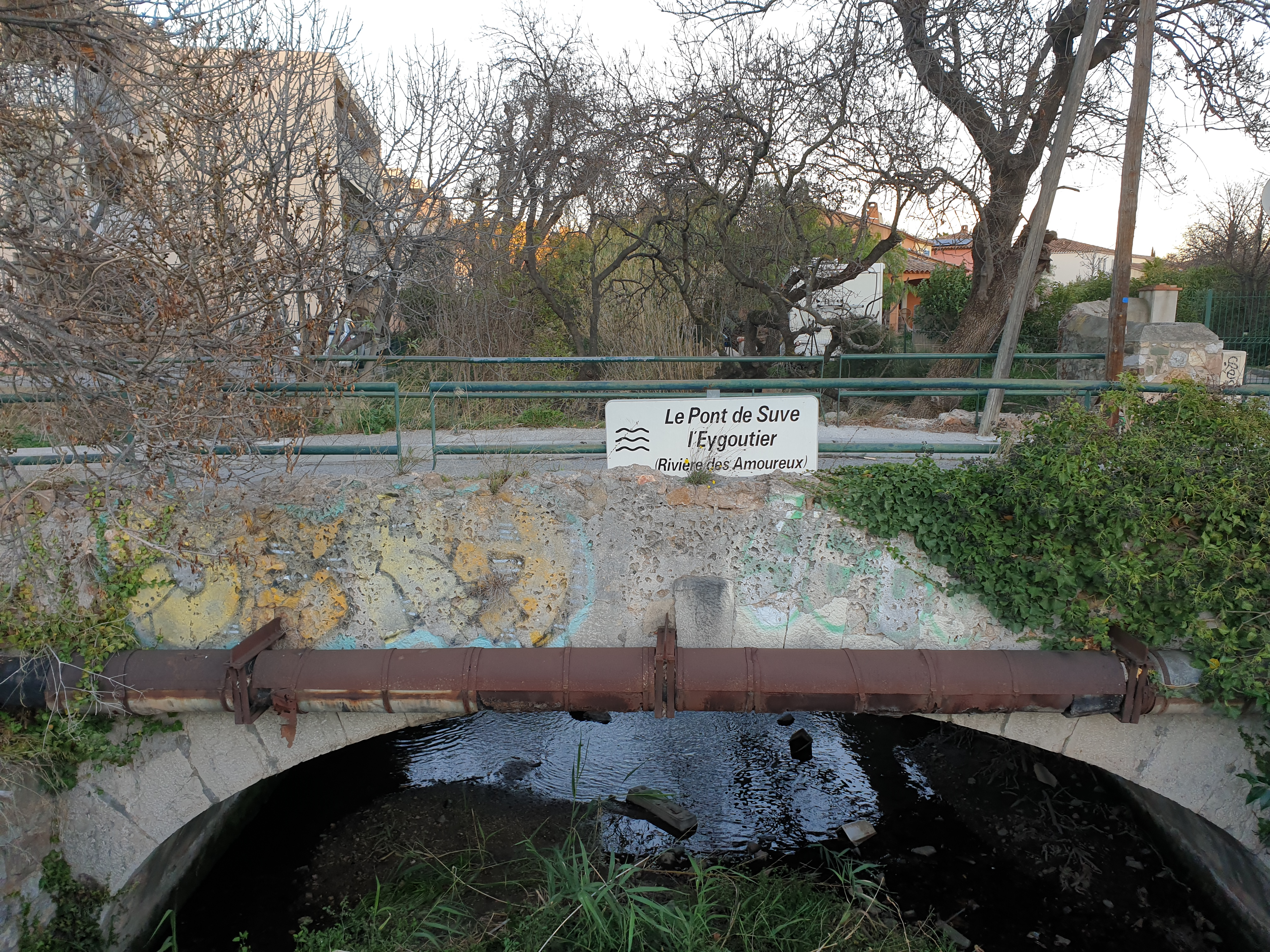
Vieux pont du Suve avec un panneau reprenant les noms de l'Eygoutier et de la rivière des Amoureux

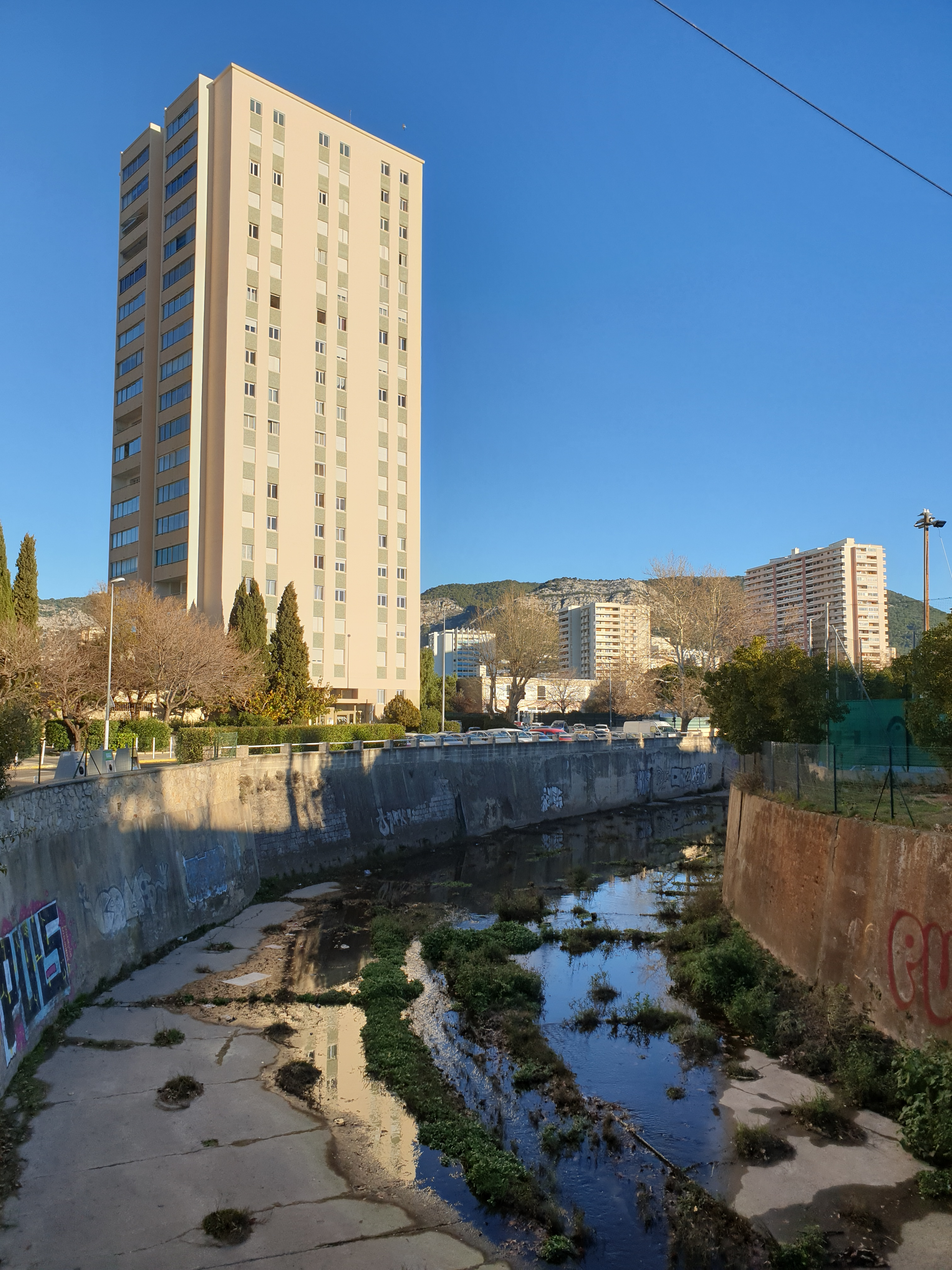
Eygoutier canalisé à la Rode

D'une longueur de 15,1 kilomètres, l'Eygoutier coule d'abord vers le nord-ouest, passant sous l'autoroute A570 (reliant La Garde à Hyères), il prend ensuite une direction ouest, repasse sous l'autoroute, prend une  direction sud-ouest et après quelques centaines de mètres rentre dans la commune de La Garde, traversant le Plan et des zones agricoles, un peu au sud du parc nature du Plan de zones agricoles. Il y marque la limite communale entre La Garde (au nord) et Le Pradet (au sud), avant de prendre une direction ouest au pas de la Clue, juste un peu au-dessus du carrefour en T entre les routes départementales D42 et D559, à fin de limite communale entre La Garde et Le Pradet, marquant son entrée dans des zones résidentielles de La Garde. Il prend alors une direction ouest-nord-ouest. Il marque alors sur une petite partie de son cours la limite communale entre La Garde et Toulon, avant de rentrer dans cette dernière commune.
Il traverse le quartier de Sainte-Marguerite, passe sous le vieux pont du Suve, puis va suivre peu ou prou la voie verte  (tracée à l'emplacement de l'ancienne voie ferrée métrique entre Toulon et Saint-Raphaël) traversant le quartier des Ameniers. Il arrive ensuite à la Barre, à hauteur de l'autoroute A50 sous laquelle et à côté de laquelle (sous l'avenue de Forbin et rue Amiral Nomy) il va couler dans un tunnel dans une direction sud-ouest sur 2,5 km avant de ressurgir à l'air libre, juste au sud de la porte des Oliviers, dans le quartier de la Rode. Il va alors parcourir un peu plus d'un kilomètre, dans un cours canalisé par de hautes berges en béton (ce qu'il lui vaut d'être localement connu dans le quartier sous le nom de « canal de la Rode »). L'Eygoutier prend ensuite juste au nord du rond-point de Bazeilles, une direction plein sud, dans un tunnel creusé sous les terrains du collège Maurice-Ravel, sous le nord de l'avenue Jacques-Cartier, puis l'est de l'allée Boy Scout Léon Millou, sous les hauteurs du quartier du fort Lamalgue, jusqu'à se jeter dans la rade des Vignettes, partie de la rade de Toulon, dans l'ouest des plages du Mourillon.

### Embouchure

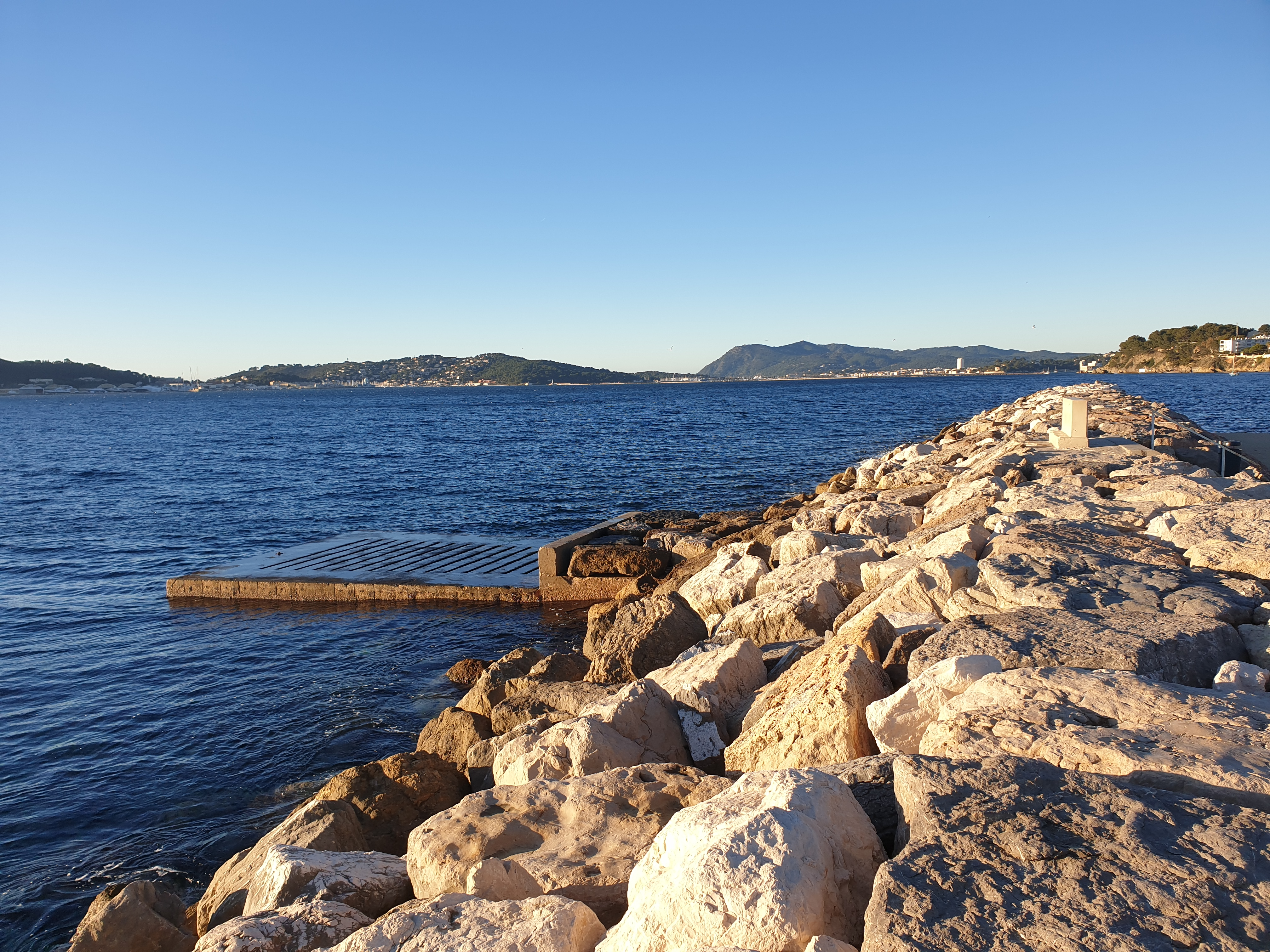
Débouché de l'Eygoutier à travers une des digues de rochers des plages du Mourillon.

L'Eygoutier est canalisé en souterrain jusqu'à son embouchure, passant de manière presque rectiligne sous le terre-plein devant les plages du Mourillon puis au travers de la digue de rochers qui protège l'anse Mistral (à l'ouest) et l'anse de la Source (à l'est), deux des plages artificielles du site. Plusieurs sources donnent erronément une embouchure située 200 mètres plus à l'ouest, dans l'anse du Lido, à une soixantaine de mètres à l'est du fort Saint-Louis. Il semble que cela soit le débouché de l'ancienne dérivation de l'Eygoutier, avant la création des plages artificielles du Mourillon.
Initialement l'Eygoutier débouchait dans la petite rade, dans l'actuelle Port marchand. Une première dérivation fut faite sous Colbert avec un chenal au parcours compliqué passant par l'actuel boulevard Cuneo pour rejeter les eaux dans la grande rade, à l'est de la pointe de la Tour Royale.
Puis au milieu du XIXe siècle, un tunnel fut creusé depuis Bazeilles pour le rejeter vers son débouché actuel.

### Communes et cantons traversés
L'Eygoutier traverse quatre communes  et trois cantons varois (de l'amont vers l'aval) : 
- les communes de La Crau (source), Le Pradet, La Garde et Toulon (embouchure).
- canton de La Crau (source), canton de La Garde et canton de Toulon-6 (embouchure), le tout dans le seul arrondissement de Toulon.

## Affluents
L'Eygoutier a deux affluents référencés dans le référentiel Sandre :
- le ruisseau de Lambert (rd) 5,2 km, sur les trois communes de La Crau, La Farlède et La Garde.
- le ruisseau de Réganas ou Régana[4] (rd) 8 km, sur les trois communes de La Farlède, La Garde et Solliès-Ville, dans le canton de Solliès-Pont.

Selon d'autres sources, trois affluents supplémentaires sont contributeurs :
- la Planquette, au nord
- la Règue, au sud
- l'Artaude, au sud.

Le rang de Strahler est donc de deux.

## Aménagements et hydrologie
L'embouchure actuelle de l'Eygoutier est artificielle, le cours d'eau ayant été dévié dès le XVIIe du port de Toulon qu'il ensablait, (comme cela fut aussi le cas du Las, l'autre fleuve côtier de la ville) .
Le tunnel creusé sous le quartier du fort Lamalgue en 1856 permet d'évacuer un débit maximum de 15 m3/s. Insuffisant lors de fortes précipitations pour éviter les inondations de Toulon, un second tunnel, exutoire de crues, est alors creusé entre 1889 et 1892 du Pas de la Clue  jusqu'à l'anse San Peyre, juste à l'est de la pointe Sainte-Marguerite (à la limite des communes de La Garde et du Pradet). Ce tunnel permet d'évacuer un débit maximum de 30 m3/s mais cela a été insuffisant pour la crue centennale de 1978.
L'Eygoutier a une faible pente et des exutoires à la mer insuffisants, il est donc fréquent lors des épisodes méditerranéens avec de forts orages, que subit la région que la plaine de La Garde et des quartiers de l'est de Toulon soient inondés.

## Écologie
Le marais de l'Estagnol est une ZNIEFF (zone naturelle d'intérêt écologique, faunistique et floristique) deuxième génération.
Cette ZNIEFF de type II est référencée depuis 1988 pour 277 hectares sur les deux communes de La Garde et du Pradet (ZNIEFF 930012494 - Plans de la Garde et du Pradet),.
Une douzaine d'espèces différentes de poissons sont présentes dans l'Eygoutier dont l'anguille, le barbeau méridional, le blageon ou la blennie fluviatile. Celles-ci sont régulièrement référencées lors du sauvetage avant le curage annuel de la partie canalisé et souterraine du fleuve, faite par le syndicat de gestion de l'Eygoutier.